# Риккардссон, Даниель
Ян У́лоф Дание́ль Ри́ккардссон (швед. Jan Olof Daniel Rickardsson; 15 марта 1982, Худиксвалль, Евлеборг) — шведский лыжник, двукратный олимпийский чемпион, неоднократный серебряный призёр чемпионатов мира в эстафете.

## Спортивная карьера
Дважды принимал участие в Олимпийских играх. На Олимпиаде-2010 в Ванкувере стал олимпийским чемпионом в эстафете, а в индивидуальных гонках показал следующие результаты: 15 км (свободный ход) — 22 место, дуатлон 15+15 км — 23 место, 50 км (масс-старт, классический ход) — 7 место. В олимпийском Сочи-2014 выиграл 2 медали: второе золото в эстафете и бронзовую медаль в гонке на 15 км классикой. 
Начиная с 2009 года четырежды принимал участие в чемпионатах мира. На трёх чемпионатах (2011, 2013 и 2015) завоёвывал серебряные медали в эстафетной гонке. Лучший индивидуальный показатель — 7-е место в гонке на 50 км свободным стилем на чемпионате мира 2011 года в Хольменколлене.
В Кубке мира Даниель Риккардссон дебютировал в 2004 году, на 28.02.15 имеет на своём счету три победы на этапах Кубка мира в индивидуальных соревнованиях. В общем зачёте лучший результат — 3 место в сезоне 2010/11.